# Svetsning

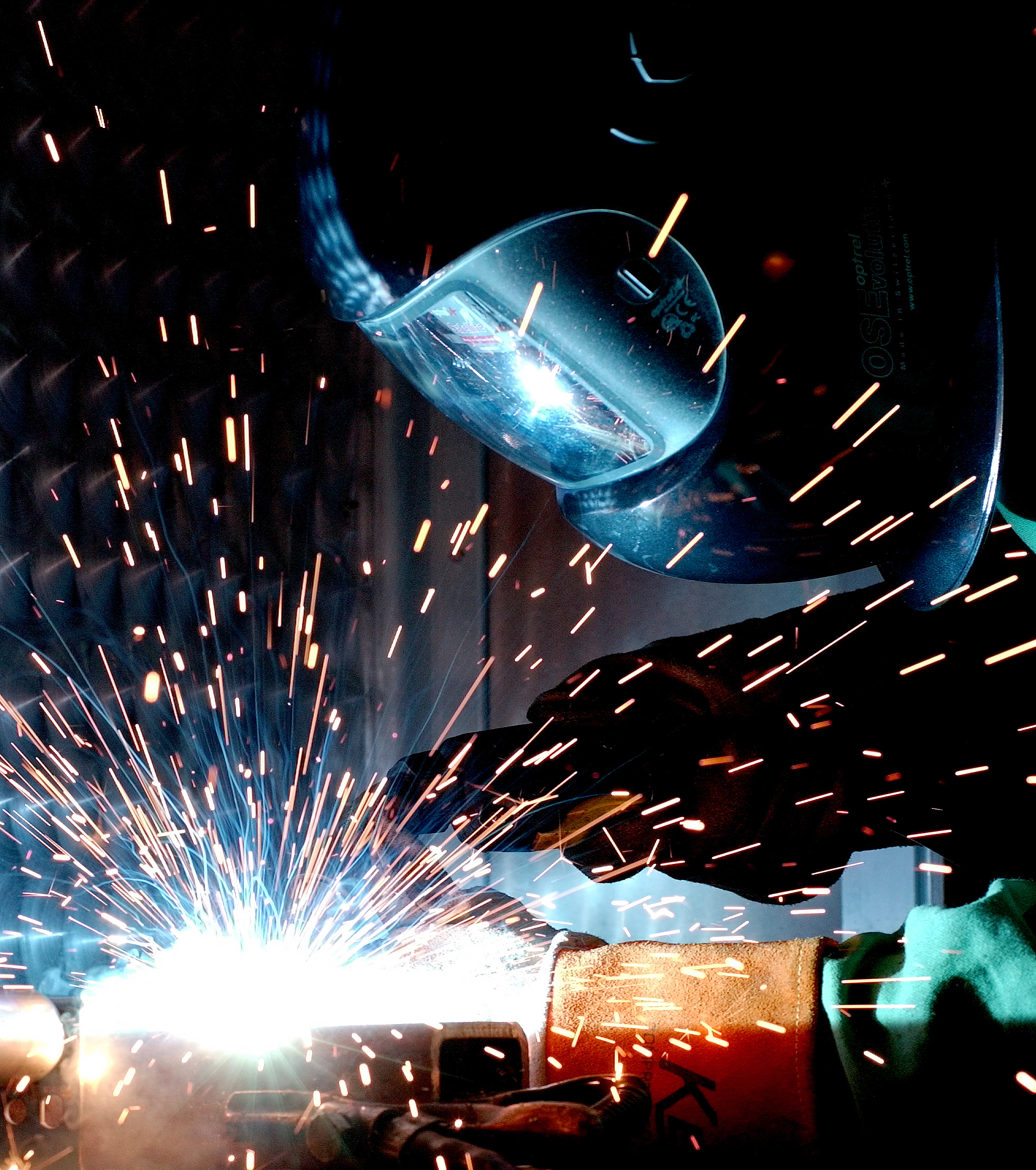
Bågsvetsning.

Svetsning är en fogningsteknik. De som yrkesmässigt utför arbetet kallas svetsare. Svetsning innebär att man hettar upp metallstycken (eller andra smältbara material, som t ex termoplaster) och sammanfogar dem genom en sammansmältning. På så sätt uppstår ett svetsförband.
Metoden skiljer sig från lödning där arbetsstyckena sammanfogas av ett icke artlikt material (lod), där endast tillsatsmaterialet (lodet) smälts vid lödning.
Den energi som behövs för att smälta metallerna kan komma från en gasflamma, en elektrisk båge, en laser, en elektronstråle, friktion, ultraljud eller från högt tryck, till exempel i en explosion. De många svetstekniker som utvecklats möjliggör svetsning i många miljöer – till och med i rymden eller under vatten. Det vanliga är dock att det material som skall svetsas skall vara fritt från smuts och oxider, samt att svetselektroder skall ha låg fukthalt, om det skall bli en fullgod svetsfog. För att få till stånd en fullgod svetsfog krävs att man har en god så kallad genombränning för att undvika slagginneslutningar.
På grund av stelkrympning i svetsgodset beroende av värmetillförseln (sträckenergi), kommer restspänningar att finnas kvar i och omkring svetsgodset efter avslutad svetsning. Ett sätt att minska restspänningarna är att värmebehandla svetsen efter avslutad svetsning. Restspänningar påverkar seghet, utmattningshållfasthet och korrosionshärdighet (spänningskorrosion).
Ett sätt att minska restspänningarna är att dela upp svetsfogen i flera mindre fyllnadssträngar, och på så vis kan smältpoolens diameter minska med följd att stelkrympningen blir mindre.

## Historik

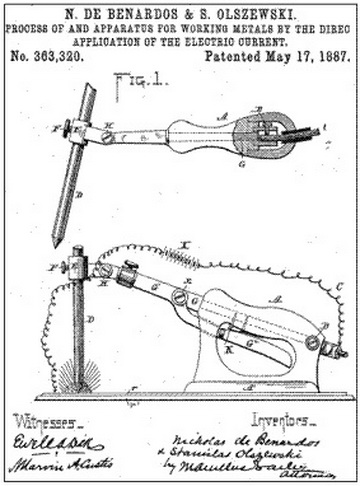
Benardos och Olszewskis patenterade metod för svetsning med kolstav.

Den första tekniken som människor använt för att sammanfoga metall är vällning som började användas vid brons och järnåldern. Därvid upphettas stålet till nära smältpunkten för att bearbetas med hammare. I Historia av den antika grekiske historikern Herodotos beskrev han att Glaucus från Chios ca 600 f.Kr. egenhändigt uppfann svetsning (grekiska: σιδήρου κόλλησις, ordagrant översatt "järn limning"). Under medeltiden utvecklades metoderna för vällning och blev mer avancerade. 1540 publicerade italienaren Vannoccio Biringuccio boken De la pirotechnia som anses vara den första tryckta europeiska boken om metallurgi där metoder för vällning tas upp.
1801 upptäckte den brittiska kemisten Humphry Davy den elektriska ljusbågen. Även den ryska fysikern Vasily Petrov återupptäckte samma sak 1802 när han experimenterade med en stor voltas stapel som han byggt. 1803 publicerade han sin upptäckt från året innan i "Nyheter för galvanisk-voltaisk experiment" (ryska: Известие о гальвани-вольтовских опытах). Han beskrev experimentet med sin voltas stapel, och även hur man kunde få en stabil elektrisk båge samt indikationer på framtida användningsområden såsom artificiellt ljus men framförallt smältning och svetsning av metall. Petrov glömdes bort efter sin död och hans verk föll i glömska. 
1830 upptäckte engelsmannen Michael Faraday att man kunde omvandla mekanisk energi till elektrisk med hjälp av en simpel enpolig generator som producerade likström. Man upptäckte snart att om man kopplade polerna till två metallstycken och förde ihop dessa så genererade övergångsmotståndet mellan dessa att den höga värmen smälte samman styckena där strömmen gick. Detta är grundprincipen i motståndssvetsning. 
Amerikanen Elihu Thomson fick 1885 patent för en metod att sammanfoga metall enligt motståndssvetsmetoden som senare förfinades. Det dröjde ända tills 1881 innan ryssen Nikolai Benardos och polacken Stanisław Olszewski uppfann kolbågsvetsning som byggde på principen Petrov beskrev och som var den första praktiska metoden av bågsvetsning. Metoden går ut på att arbetsstycket kopplades till den ena polen av en strömkälla medan kolstaven kopplades till den andra. En elektrisk ljusbåge bildas mellan staven och arbetsstycket med så hög värmeenergi att metalliska tillsatsmaterial kunde smältas med. 
Utvecklingen av bågsvetsning fortsatte till utvecklingen metallbågsvetsning av ryssen Nikolai Slavyanov 1888 och amerikanen Charles L. Coffin 1890 där en metalltråd fungerade som både elektrod och tillsatsmaterial. Svetsen skyddades dock inte från luft, och man hade därför stora problem med porer och dålig hållfasthet. 
Runt 1900 uppfann Arthur Percy Strohmenger den belagda elektroden som hade ett hölje av lera och kalk. Ungefär samma tid experimenterade svensken Oscar Kjellberg med samma sak och tog fram en järnelektrod som doppades i en mix av silikat och karbonat, han grundade företaget Elektriska Svetsnings AB (ESAB). 1906 fick han patent på den belagda elektroden, med vilken svetskvalitén ökade rejält och nu kunde bågsvetsning användas till annat än nödtorftig reparation. 1912 började Strohmenger sälja en kraftigt belagd elektrod, men ett högt pris och en komplex tillverkningsmetod hindrade produkten från att bli populär. I början användes bara likström vid svetsning och man använde stora batterier som strömkällor för svetsexperimenten. 
1905 tog tyska AEG fram likströmsgeneratorer som fungerade för svetsning, dessa vägde närmare ett ton och tog mycket plats. Samma år föreslog den ryska vetenskapsmannen Vladimir Mitkevich att använda trefassystem för bågsvetsning. 1919 uppfann C. J. Holslag svetsning med växelström, transformatorerna var mindre och billigare än likströmsomvandlarna, samt krävde mindre energi.

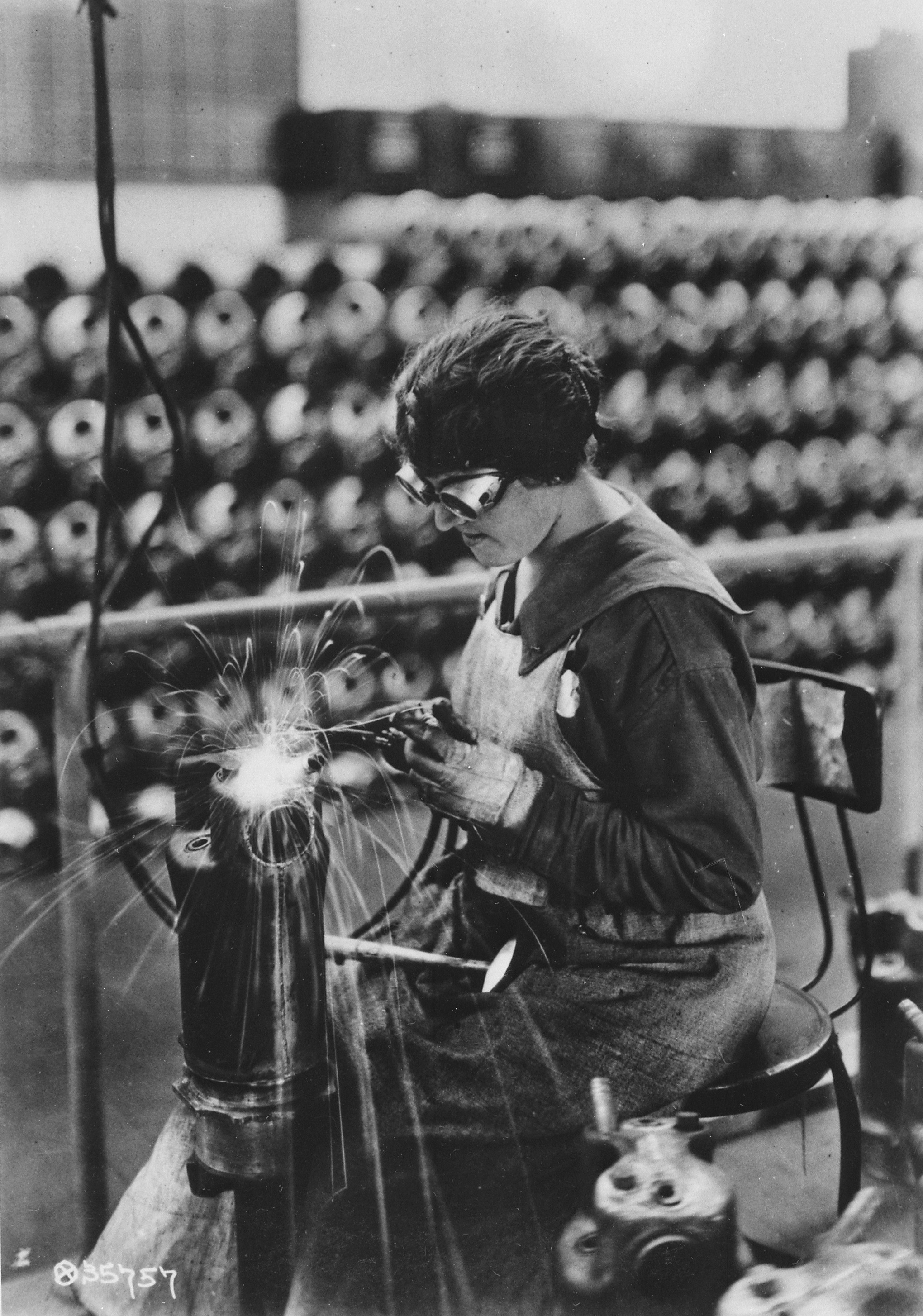
Gassvetsning 1918.

Termitsvetsning som bygger på en aluminotermisk reduktion uppfanns 1894 av tysken Hans Goldschmidt: Man fick stor användning av metoden vid sammanfogning av järnvägsräls. 1903 uppfanns gassvetsning i Frankrike av Edmond Fouché och Charles Picard. Man upptäckte att en mix av acetylen och syre gav en tillräckligt hög värme för att smälta diverse metaller, fouché-brännaren gjorde det möjligt att använda metoden praktiskt. Gassvetsning blev populär eftersom den var relativt billig och portabel. Riskerna vid transport och hantering av de explosiva acetylentuberna gjorde dock många skeptiska i början. Man visste att aceton kunde lösa stora upp stora mängder acetylen i flytande form. När vätskan minskade vid användning i tuberna så ökade dock mängden fri acetylen och tuberna blev återigen explosiva. Det var först när svenska uppfinnaren Gustaf Dalén uppfann AGA-massan som gasen blev säker att hantera. AGA-massan kunde absorbera större mängd acetylen och nu kunde man dessutom fylla tuberna med högre tryck än tidigare.
Under 1920-talet hände mycket inom svetsutvecklingen, man började experimentera med automatisk svetsning 1920 där en metalltrådselektrod matades kontinuerligt för att öka hastigheten och där ädelgaser fick strömma runt smältan. Metoden kallade man för MIG-svetsning (Metal Inert Gas) och slog igenom på 40 och 50-talet. Skyddsgaser blev ett intressant studieämne för forskare och svetsgaser som väte, helium och framförallt argon började användas. Kostnaderna för ädelgaserna var dock dyra och man började använda koldioxid som skyddsgas i de flesta fall blandat med ädelgas. Koldioxid är delvis kemiskt aktiv och metoden döptes till MAG-svetsning (Metal Active Gas).
Andra världskriget ställde nya krav på svetsning i lättmetaller som aluminium och magnesium för flygplansindustrin. Man behövde en metod som kunde bryta upp det oxidlager som metallerna har på ytan, detta genom. Inom den amerikanska flygindustrin tog man fram en metod som använde en grafitstav likt Benardos tidigare uppfinning fast med helium som skyddsgas, och senare argon. Man bytte ut grafitstaven mot en volframelektod som tål en mycket hög temperatur innan den smälter. Metoden kallas för TIG-svetsning (Tungsten Inert Gas) Till en början svetsade man lättmetallerna med likström och elektroden kopplad till pluspolen så strömmen gick från lättmetallen till elektroden och på så sätt bryter upp oxiden. Senare började man använda växelström för detta och slutligen även likström med elektroden kopplad till minuspolen för att svetsa övriga metallegeringar som t.ex. stål.
Samtidigt som utvecklingen av dessa nya och populära metoder tagits fram under mitten av seklet så har andra metoder förfinats och tagits fram, produktionen började automatiserats och specialiseras för olika ändamål. 1930 uppfanns bultsvetsning som blev populär inom skepp och byggnadskonstruktion. Samma år uppfanns även pulverbågsvetsning som gav en hög svetsproduktion. 1932 uppfann ryssen Konstantin Khrenov en metod för bågsvetsning under vattenytan. Under 50-talet utvecklades metallbågsvetsning med tillsatt metallpulver i elektrodbeläggningen för att öka produktionen. 1957 utvecklades automatisk flusstrådmatning med rörtråd som liknar MAG-metoden. Samma år uppfanns även plasmasvetsning som till stor del liknar TIG. elektroslaggsvetsning uppfanns 1958 och följdes av Elektrogassvetsning 1961.
Den mycket effektkoncentrerade svetsmetoden elektronstrålesvetsning uppfanns även 1958, och inte långt efter togs även lasersvetsning fram på 1960-talet. Magnetpulssvetsning har använts sedan 1967. Friktionsomrörningssvetsning är en relativt ny metod som uppfanns 1991 av Wayne Thomas vid The Welding Institute (TWI) i Storbritannien.

## Kvalitetskrav
Viss svetsning måste uppfylla kvalitetskravet enligt SS-EN ISO 3834(tidigare EN 729) och EN 1090-1 och 2 som kan vara ett tillägg till kvalitetssystemen ISO 9001 och ISO 9002, men också användas fristående. En svetsare certifieras enligt ISO 9606-1 för stål och SS-EN ISO 9606 -2, -3, -4 eller -5 för aluminium, koppar, nickel eller titan och zirkonium. Certifikatet kallas också svetsarprövningsintyg.
En del produktområden eller applikationer har speciella krav med hänsyn till svetsning. Det kan vara krav i produktstandarder och från t.ex. myndigheter eller klassningssällskap. (Inom samtliga produktområden kan naturligtvis ställas krav från kund som går utöver gängse krav för produkten. )
Detta gäller exempelvis:
- Tryckbärande anordningar (Tryckkärl)
- Kärnkraft
- Byggkonstruktioner
- Broar
- Armeringsjärn/-stål
- Lyftanordningar (Kranar och hissar)
- Fjärrvärmerör
- Järnvägsfordon
- Flyg & rymd
- Järnvägsräls (Spårsvetsning)
- Anläggningsmaskiner
- Containrar och containerok
- Varv och offshore
- Naturgasledningar

Kvalitetskrav för svetsning av olika produkter kan behandla: 
- Kvalitetssäkring
- Tillsatsmaterial
- Kvalifikationskrav (Personal & procedurer)
- Kvalitetsnivåer för svetsar ("Svetsklasser")
- Provning
- Förhöjd arbetstemperatur
- Värmebehandling (efter svetsning)
- Förbandstyper

## Arbetsmiljö
Den elektriska ljusbågen ger upphov till ultraviolett strålning som kan orsaka svetsblänk om man inte skyddar ögonen med en svetsmask (svetshjälm) eller svetsskärm. Det är också viktigt att använda skyddskläder för att förhindra brännskador och rodnad på huden av UV-strålningen. 
Vid svetsning med olika svetsmetoder och material bildas olika mängder svetsrök med olika innehåll. Varje enskilt ämne i svetsröken får inte överstiga dess hygieniska gränsvärde, HGV, som finns angivet i AFS 2005:17 (ändring i AFS 2007:2). 
Det finns flera sätt att skydda sig för exponering för svetsrök. De kan i huvudsak sorteras in under allmän ventilation, andningsskydd, punktutsug och integrerat utsug. Handhavandet av denna utrustning är mycket viktigt för att nå avsedd effekt.  
För att bättre sprida information om säker svetsning har IVL Svenska miljöinstitutet i samråd med Institutet för Miljömedicin, Svetskommissionen, Teknikföretagen, Metallgruppen, IF Metall  och Arbetsmiljöverket arbetat fram sidan Svetsarätt  - Internetbaserat informations- och utbildningsmaterial om arbetsmiljö för svetsning.

## Alternativa betydelser av svetsning
Svetsning kallas också det ofrivilliga fenomenet då i lagringar med ofullständig smörjning glidytor kan komma i kontakt med varandra och svetsningar kan uppstå. Det kan då även inträffa att delarna fastnar ihop.
I vakuum kan material med extremt lågt ångtryck, som metaller, svetsas ihop,  s.k. vakuumsvetsning(en).

## Svetsmetoder
Svetsmetoder kan delas in i trycksvetsmetoder, smältsvetsmetoder och övriga metoder. Se den schematiska överblicken för några av de vanligaste metoderna. Vid trycksvetsning utnyttjas tryck för att utföra svetsen, med eller utan värme. Smältsvetsning hettar upp fogytorna till smälttemperatur så de smälter samman med eller utan tillsatsmaterial.
|                     |                     |                     |                     |                     |                     |                |                |                |                |                     |                     |                     |                     |                     |                     |  |  |                          |                          | Svetsning                |                          |                          |                          |                    |                    |                                 |                                 |                                 |                                 |                                 |                                 |                           |                           |                           |                           |                 |                 |                              |                              |                              |                              |                              |                              |  |  |  |  |                         |                         |                         |                         |                         |                         |  |  |
|                     |                     |                     |                     |                     |                     |                |                |                |                |                     |                     |                     |                     |                     |                     |  |  |                          |                          |                          |                          |                          |                          |                    |                    |                                 |                                 |                                 |                                 |                                 |                                 |                           |                           |                           |                           |                 |                 |                              |                              |                              |                              |                              |                              |  |  |  |  |                         |                         |                         |                         |                         |                         |  |  |
|                     |                     |                     |                     |                     |                     |                |                |                |                |                     |                     |                     |                     |                     |                     |  |  |                          |                          |                          |                          |                          |                          |                    |                    |                                 |                                 |                                 |                                 |                                 |                                 |                           |                           |                           |                           |                 |                 |                              |                              |                              |                              |                              |                              |  |  |  |  |                         |                         |                         |                         |                         |                         |  |  |
|                     |                     |                     |                     |                     |                     | Trycksvetsning | Trycksvetsning | Trycksvetsning | Trycksvetsning | Trycksvetsning      | Trycksvetsning      |                     |                     |                     |                     |  |  |                          |                          |                          |                          |                          |                          |                    |                    |                                 |                                 |                                 |                                 | Smältsvetsning                  | Smältsvetsning                  | Smältsvetsning            | Smältsvetsning            | Smältsvetsning            | Smältsvetsning            |                 |                 |                              |                              |                              |                              |                              |                              |  |  |  |  |                         |                         |                         |                         |                         |                         |  |  |
|                     |                     |                     |                     |                     |                     | Trycksvetsning | Trycksvetsning | Trycksvetsning | Trycksvetsning | Trycksvetsning      | Trycksvetsning      |                     |                     |                     |                     |  |  |                          |                          |                          |                          |                          |                          |                    |                    |                                 |                                 |                                 |                                 | Smältsvetsning                  | Smältsvetsning                  | Smältsvetsning            | Smältsvetsning            | Smältsvetsning            | Smältsvetsning            |                 |                 |                              |                              |                              |                              |                              |                              |  |  |  |  |                         |                         |                         |                         |                         |                         |  |  |
|                     |                     |                     |                     |                     |                     |                |                |                |                |                     |                     |                     |                     |                     |                     |  |  |                          |                          |                          |                          |                          |                          |                    |                    |                                 |                                 |                                 |                                 |                                 |                                 |                           |                           |                           |                           |                 |                 |                              |                              |                              |                              |                              |                              |  |  |  |  |                         |                         |                         |                         |                         |                         |  |  |
| Motståndssvetsning  | Motståndssvetsning  | Motståndssvetsning  | Motståndssvetsning  | Motståndssvetsning  | Motståndssvetsning  |                |                |                |                | Friktionssvetsning  | Friktionssvetsning  | Friktionssvetsning  | Friktionssvetsning  | Friktionssvetsning  | Friktionssvetsning  |  |  | Gassvetsning             | Gassvetsning             | Gassvetsning             | Gassvetsning             | Gassvetsning             | Gassvetsning             |                    |                    |                                 |                                 |                                 |                                 | Bågsvetsning                    | Bågsvetsning                    | Bågsvetsning              | Bågsvetsning              | Bågsvetsning              | Bågsvetsning              |                 |                 | Metoder med hög energitäthet | Metoder med hög energitäthet | Metoder med hög energitäthet | Metoder med hög energitäthet | Metoder med hög energitäthet | Metoder med hög energitäthet |  |  |  |  |                         |                         |                         |                         |                         |                         |  |  |
| Motståndssvetsning  | Motståndssvetsning  | Motståndssvetsning  | Motståndssvetsning  | Motståndssvetsning  | Motståndssvetsning  |                |                |                |                | Friktionssvetsning  | Friktionssvetsning  | Friktionssvetsning  | Friktionssvetsning  | Friktionssvetsning  | Friktionssvetsning  |  |  | Gassvetsning             | Gassvetsning             | Gassvetsning             | Gassvetsning             | Gassvetsning             | Gassvetsning             |                    |                    |                                 |                                 |                                 |                                 | Bågsvetsning                    | Bågsvetsning                    | Bågsvetsning              | Bågsvetsning              | Bågsvetsning              | Bågsvetsning              |                 |                 | Metoder med hög energitäthet | Metoder med hög energitäthet | Metoder med hög energitäthet | Metoder med hög energitäthet | Metoder med hög energitäthet | Metoder med hög energitäthet |  |  |  |  |                         |                         |                         |                         |                         |                         |  |  |
|                     |                     |                     |                     |                     |                     |                |                |                |                |                     |                     |                     |                     |                     |                     |  |  |                          |                          |                          |                          |                          |                          |                    |                    |                                 |                                 |                                 |                                 |                                 |                                 |                           |                           |                           |                           |                 |                 |                              |                              |                              |                              |                              |                              |  |  |  |  |                         |                         |                         |                         |                         |                         |  |  |
|                     |                     | Punktsvetsning      | Punktsvetsning      | Punktsvetsning      | Punktsvetsning      | Punktsvetsning | Punktsvetsning |                |                | Ultraljudssvetsning | Ultraljudssvetsning | Ultraljudssvetsning | Ultraljudssvetsning | Ultraljudssvetsning | Ultraljudssvetsning |  |  |                          |                          |                          |                          |                          |                          |                    |                    |                                 |                                 |                                 |                                 |                                 |                                 |                           |                           |                           |                           | Lasersvetsning  | Lasersvetsning  | Lasersvetsning               | Lasersvetsning               | Lasersvetsning               | Lasersvetsning               |                              |                              |  |  |  |  |                         |                         |                         |                         |                         |                         |  |  |
|                     |                     | Punktsvetsning      | Punktsvetsning      | Punktsvetsning      | Punktsvetsning      | Punktsvetsning | Punktsvetsning |                |                | Ultraljudssvetsning | Ultraljudssvetsning | Ultraljudssvetsning | Ultraljudssvetsning | Ultraljudssvetsning | Ultraljudssvetsning |  |  |                          |                          |                          |                          |                          |                          |                    |                    |                                 |                                 |                                 |                                 |                                 |                                 |                           |                           |                           |                           | Lasersvetsning  | Lasersvetsning  | Lasersvetsning               | Lasersvetsning               | Lasersvetsning               | Lasersvetsning               |                              |                              |  |  |  |  |                         |                         |                         |                         |                         |                         |  |  |
|                     |                     |                     |                     |                     |                     |                |                |                |                |                     |                     |                     |                     |                     |                     |  |  |                          |                          |                          |                          | Metallbågsvetsning       | Metallbågsvetsning       | Metallbågsvetsning | Metallbågsvetsning | Metallbågsvetsning              | Metallbågsvetsning              |                                 |                                 | Gasbågsvetsning                 | Gasbågsvetsning                 | Gasbågsvetsning           | Gasbågsvetsning           | Gasbågsvetsning           | Gasbågsvetsning           |                 |                 |                              |                              |                              |                              |                              |                              |  |  |  |  |                         |                         |                         |                         |                         |                         |  |  |
|                     |                     | Sömsvetsning        | Sömsvetsning        | Sömsvetsning        | Sömsvetsning        | Sömsvetsning   | Sömsvetsning   |                |                | Kalltrycksvetsning  | Kalltrycksvetsning  | Kalltrycksvetsning  | Kalltrycksvetsning  | Kalltrycksvetsning  | Kalltrycksvetsning  |  |  |                          |                          |                          |                          | Metallbågsvetsning       | Metallbågsvetsning       | Metallbågsvetsning | Metallbågsvetsning | Metallbågsvetsning              | Metallbågsvetsning              |                                 |                                 | Gasbågsvetsning                 | Gasbågsvetsning                 | Gasbågsvetsning           | Gasbågsvetsning           | Gasbågsvetsning           | Gasbågsvetsning           |                 |                 |                              |                              |                              |                              |                              |                              |  |  |  |  | Elektronstrålesvetsning | Elektronstrålesvetsning | Elektronstrålesvetsning | Elektronstrålesvetsning | Elektronstrålesvetsning | Elektronstrålesvetsning |  |  |
|                     |                     | Sömsvetsning        | Sömsvetsning        | Sömsvetsning        | Sömsvetsning        | Sömsvetsning   | Sömsvetsning   |                |                | Kalltrycksvetsning  | Kalltrycksvetsning  | Kalltrycksvetsning  | Kalltrycksvetsning  | Kalltrycksvetsning  | Kalltrycksvetsning  |  |  |                          |                          |                          |                          |                          |                          |                    |                    |                                 |                                 |                                 |                                 |                                 |                                 |                           |                           |                           |                           |                 |                 |                              |                              |                              |                              |                              |                              |  |  |  |  | Elektronstrålesvetsning | Elektronstrålesvetsning | Elektronstrålesvetsning | Elektronstrålesvetsning | Elektronstrålesvetsning | Elektronstrålesvetsning |  |  |
|                     |                     |                     |                     |                     |                     |                |                |                |                |                     |                     |                     |                     |                     |                     |  |  | Pulverbågsvetsning       | Pulverbågsvetsning       | Pulverbågsvetsning       | Pulverbågsvetsning       | Pulverbågsvetsning       | Pulverbågsvetsning       |                    |                    | Gasmetallbågsvetsning (MIG/MAG) | Gasmetallbågsvetsning (MIG/MAG) | Gasmetallbågsvetsning (MIG/MAG) | Gasmetallbågsvetsning (MIG/MAG) | Gasmetallbågsvetsning (MIG/MAG) | Gasmetallbågsvetsning (MIG/MAG) |                           |                           |                           |                           |                 |                 |                              |                              |                              |                              |                              |                              |  |  |  |  |                         |                         |                         |                         |                         |                         |  |  |
|                     |                     |                     |                     |                     |                     |                |                |                |                |                     |                     |                     |                     |                     |                     |  |  | Pulverbågsvetsning       | Pulverbågsvetsning       | Pulverbågsvetsning       | Pulverbågsvetsning       | Pulverbågsvetsning       | Pulverbågsvetsning       |                    |                    | Gasmetallbågsvetsning (MIG/MAG) | Gasmetallbågsvetsning (MIG/MAG) | Gasmetallbågsvetsning (MIG/MAG) | Gasmetallbågsvetsning (MIG/MAG) | Gasmetallbågsvetsning (MIG/MAG) | Gasmetallbågsvetsning (MIG/MAG) |                           |                           |                           |                           |                 |                 |                              |                              |                              |                              |                              |                              |  |  |  |  |                         |                         |                         |                         |                         |                         |  |  |
|                     |                     | Pressvetsning       | Pressvetsning       | Pressvetsning       | Pressvetsning       | Pressvetsning  | Pressvetsning  |                |                | Induktionssvetsning | Induktionssvetsning | Induktionssvetsning | Induktionssvetsning | Induktionssvetsning | Induktionssvetsning |  |  |                          |                          |                          |                          |                          |                          |                    |                    |                                 |                                 |                                 |                                 |                                 |                                 |                           |                           |                           |                           | Plasmasvetsning | Plasmasvetsning | Plasmasvetsning              | Plasmasvetsning              | Plasmasvetsning              | Plasmasvetsning              |                              |                              |  |  |  |  |                         |                         |                         |                         |                         |                         |  |  |
|                     |                     | Pressvetsning       | Pressvetsning       | Pressvetsning       | Pressvetsning       | Pressvetsning  | Pressvetsning  |                |                | Induktionssvetsning | Induktionssvetsning | Induktionssvetsning | Induktionssvetsning | Induktionssvetsning | Induktionssvetsning |  |  |                          |                          |                          |                          |                          |                          |                    |                    |                                 |                                 |                                 |                                 |                                 |                                 |                           |                           |                           |                           | Plasmasvetsning | Plasmasvetsning | Plasmasvetsning              | Plasmasvetsning              | Plasmasvetsning              | Plasmasvetsning              |                              |                              |  |  |  |  |                         |                         |                         |                         |                         |                         |  |  |
|                     |                     |                     |                     |                     |                     |                |                |                |                |                     |                     |                     |                     |                     |                     |  |  | Belagda elektroder (MMA) | Belagda elektroder (MMA) | Belagda elektroder (MMA) | Belagda elektroder (MMA) | Belagda elektroder (MMA) | Belagda elektroder (MMA) |                    |                    |                                 |                                 |                                 |                                 | Gasvolframsvetsning (TIG)       | Gasvolframsvetsning (TIG)       | Gasvolframsvetsning (TIG) | Gasvolframsvetsning (TIG) | Gasvolframsvetsning (TIG) | Gasvolframsvetsning (TIG) |                 |                 |                              |                              |                              |                              |                              |                              |  |  |  |  |                         |                         |                         |                         |                         |                         |  |  |
|                     |                     |                     |                     |                     |                     |                |                |                |                |                     |                     |                     |                     |                     |                     |  |  | Belagda elektroder (MMA) | Belagda elektroder (MMA) | Belagda elektroder (MMA) | Belagda elektroder (MMA) | Belagda elektroder (MMA) | Belagda elektroder (MMA) |                    |                    |                                 |                                 |                                 |                                 | Gasvolframsvetsning (TIG)       | Gasvolframsvetsning (TIG)       | Gasvolframsvetsning (TIG) | Gasvolframsvetsning (TIG) | Gasvolframsvetsning (TIG) | Gasvolframsvetsning (TIG) |                 |                 |                              |                              |                              |                              |                              |                              |  |  |  |  |                         |                         |                         |                         |                         |                         |  |  |
|                     |                     | Stuksvetsning       | Stuksvetsning       | Stuksvetsning       | Stuksvetsning       | Stuksvetsning  | Stuksvetsning  |                |                | Explosionssvetsning | Explosionssvetsning | Explosionssvetsning | Explosionssvetsning | Explosionssvetsning | Explosionssvetsning |  |  |                          |                          |                          |                          |                          |                          |                    |                    |                                 |                                 |                                 |                                 |                                 |                                 |                           |                           |                           |                           |                 |                 |                              |                              |                              |                              |                              |                              |  |  |  |  |                         |                         |                         |                         |                         |                         |  |  |
|                     |                     | Stuksvetsning       | Stuksvetsning       | Stuksvetsning       | Stuksvetsning       | Stuksvetsning  | Stuksvetsning  |                |                | Explosionssvetsning | Explosionssvetsning | Explosionssvetsning | Explosionssvetsning | Explosionssvetsning | Explosionssvetsning |  |  |                          |                          |                          |                          |                          |                          |                    |                    |                                 |                                 |                                 |                                 |                                 |                                 |                           |                           |                           |                           |                 |                 |                              |                              |                              |                              |                              |                              |  |  |  |  |                         |                         |                         |                         |                         |                         |  |  |
|                     |                     |                     |                     |                     |                     |                |                |                |                |                     |                     |                     |                     |                     |                     |  |  | Elektrogassvetsning      |                          |                          |                          |                          |                          |                    |                    |                                 |                                 |                                 |                                 |                                 |                                 |                           |                           |                           |                           |                 |                 |                              |                              |                              |                              |                              |                              |  |  |  |  |                         |                         |                         |                         |                         |                         |  |  |
|                     |                     |                     |                     |                     |                     |                |                |                |                |                     |                     |                     |                     |                     |                     |  |  |                          |                          |                          |                          |                          |                          |                    |                    |                                 |                                 |                                 |                                 |                                 |                                 |                           |                           |                           |                           |                 |                 |                              |                              |                              |                              |                              |                              |  |  |  |  |                         |                         |                         |                         |                         |                         |  |  |
| Övriga svetsmetoder | Övriga svetsmetoder | Övriga svetsmetoder | Övriga svetsmetoder | Övriga svetsmetoder | Övriga svetsmetoder |                |                |                |                | Brännsvetsning      | Brännsvetsning      | Brännsvetsning      | Brännsvetsning      | Brännsvetsning      | Brännsvetsning      |  |  |                          |                          |                          |                          |                          |                          |                    |                    |                                 |                                 |                                 |                                 |                                 |                                 |                           |                           |                           |                           |                 |                 |                              |                              |                              |                              |                              |                              |  |  |  |  |                         |                         |                         |                         |                         |                         |  |  |
| Övriga svetsmetoder | Övriga svetsmetoder | Övriga svetsmetoder | Övriga svetsmetoder | Övriga svetsmetoder | Övriga svetsmetoder |                |                |                |                | Brännsvetsning      | Brännsvetsning      | Brännsvetsning      | Brännsvetsning      | Brännsvetsning      | Brännsvetsning      |  |  |                          |                          |                          |                          |                          |                          |                    |                    |                                 |                                 |                                 |                                 |                                 |                                 |                           |                           |                           |                           |                 |                 |                              |                              |                              |                              |                              |                              |  |  |  |  |                         |                         |                         |                         |                         |                         |  |  |
|                     |                     |                     |                     |                     |                     |                |                |                |                |                     |                     |                     |                     |                     |                     |  |  | Elektroslaggsvetsning    |                          |                          |                          |                          |                          |                    |                    |                                 |                                 |                                 |                                 |                                 |                                 |                           |                           |                           |                           |                 |                 |                              |                              |                              |                              |                              |                              |  |  |  |  |                         |                         |                         |                         |                         |                         |  |  |
|                     |                     |                     |                     |                     |                     |                |                |                |                |                     |                     |                     |                     |                     |                     |  |  |                          |                          |                          |                          |                          |                          |                    |                    |                                 |                                 |                                 |                                 |                                 |                                 |                           |                           |                           |                           |                 |                 |                              |                              |                              |                              |                              |                              |  |  |  |  |                         |                         |                         |                         |                         |                         |  |  |
|                     |                     | Bultsvetsning       |                     |                     |                     |                |                |                |                |                     |                     |                     |                     |                     |                     |  |  |                          |                          |                          |                          |                          |                          |                    |                    |                                 |                                 |                                 |                                 |                                 |                                 |                           |                           |                           |                           |                 |                 |                              |                              |                              |                              |                              |                              |  |  |  |  |                         |                         |                         |                         |                         |                         |  |  |
|                     |                     |                     |                     |                     |                     |                |                |                |                |                     |                     |                     |                     |                     |                     |  |  |                          |                          |                          |                          |                          |                          |                    |                    |                                 |                                 |                                 |                                 |                                 |                                 |                           |                           |                           |                           |                 |                 |                              |                              |                              |                              |                              |                              |  |  |  |  |                         |                         |                         |                         |                         |                         |  |  |
|                     |                     |                     |                     |                     |                     |                |                |                |                |                     |                     |                     |                     |                     |                     |  |  |                          |                          |                          |                          |                          |                          |                    |                    |                                 |                                 |                                 |                                 |                                 |                                 |                           |                           |                           |                           |                 |                 |                              |                              |                              |                              |                              |                              |  |  |  |  |                         |                         |                         |                         |                         |                         |  |  |
|                     |                     | Magnetpulssvetsning |                     |                     |                     |                |                |                |                |                     |                     |                     |                     |                     |                     |  |  |                          |                          |                          |                          |                          |                          |                    |                    |                                 |                                 |                                 |                                 |                                 |                                 |                           |                           |                           |                           |                 |                 |                              |                              |                              |                              |                              |                              |  |  |  |  |                         |                         |                         |                         |                         |                         |  |  |
|                     |                     |                     |                     |                     |                     |                |                |                |                |                     |                     |                     |                     |                     |                     |  |  |                          |                          |                          |                          |                          |                          |                    |                    |                                 |                                 |                                 |                                 |                                 |                                 |                           |                           |                           |                           |                 |                 |                              |                              |                              |                              |                              |                              |  |  |  |  |                         |                         |                         |                         |                         |                         |  |  |